# Vincenzo Manfredini
Pour les articles homonymes, voir Manfredini.
Œuvres principales
- Requiem à l’Impératrice Élisabeth
- Semiramide (opéra)
- Concerto pour clavecin
- 6 Sonates pour clavecin

- Regole armoniche (traité sur la musique)
- Difesa della musica moderna (idem)

Vincenzo Manfredini (né le 22 octobre 1737 à Pistoia près de Florence et mort le 16 août 1799 à Saint-Pétersbourg) est un compositeur, théoricien de la musique et claveciniste italien du XVIIIe siècle, et enseigna par ailleurs le clavecin et le chant.

## Biographie
Fils du violoniste et compositeur Francesco Manfredini (1684–1762) et de Rosa degli Antonii, c’est auprès de son père que Vincenzo acquiert les fondements de la musique. Puis il suit l’enseignement de Giacomo Antonio Perti (1661–1756) à Bologne (qui fut aussi le maître de son père) et de Gian Andrea Fioroni (1716–1778) à Milan.
Lors de son séjour à Saint-Pétersbourg Vincenzo épouse la chanteuse Maria Monari. Un de leurs fils, Giovanni Manfredini (vers 1769– ?) a laissé une brève biographie manuscrite sur son père. Une de leurs filles, Elisabetta Manfredini (vers 1786– ?) eut également une carrière musicale.

### Le compositeur
À fin 1757 début 1758 Vincenzo Manfredini accompagne son frère aîné Giuseppe à Saint-Pétersbourg avec la troupe de Giovanni Battista Locatelli. Là il devient maître de chapelle de Pyotr Fyodorovitch. Il compose alors son premier opéra, La Semiramide riconosciuta (« la Sémiramide reconnue »), sur un livret de Metastasio. La représentation a lieu dans la résidence impériale d’été d’Oranienbaum (Ораниенбаум), à l’extérieur de Saint-Pétersbourg.
Le 5 janvier 1762 du calendrier grégorien l’Impératrice Élisabeth Ire (Елизавета Петровна) meurt et Pyotr devient tsar sous le nom de Pierre III Fyodorovitch (Пётр III Фёдорович). Aussitôt Pierre nomme Vincenzo maître de chapelle de la troupe de l’opéra italien de la cour. La première œuvre qu’il compose dans cette nouvelle fonction est son Requiem à l’Impératrice Elisabeth. Peu après, le 3 juin 1762, il écrit la pastorale héroïque La pace degli eroi (« la paix des héros »), pour la célébration du Traité de paix russo-prussien signé le 5 mai, une initiative politique majeure du nouveau tsar. Or, ce traité et d’autres initiatives du Tsar lui valent l’hostilité de l’armée et Pierre disparaît mystérieusement à la suite d’un coup d'État, le 9 juillet de la même année.
C’est son épouse Catherine II (1729–1796) (en russe : Екатерина II) qui lui succède. Catherine se sépare rapidement de la plupart des proches de Pierre, mais, dans un premier temps, confirme Vincenzo dans ses fonctions, et celui-ci compose des opéras (L'Olimpiade sur un livret de Pietro Metastasio, La finta ammalata sur un livret de Carlo Goldoni, Carlo Magno), et quelques pièces occasionnelles (dont le ballet Amour et psyché).
Avec l’arrivée de Baldassare Galuppi, en 1765, Vincenzo Manfredini est relégué à la composition de ballets servant à agrémenter les opéras de son rival (Les amants réchappés du naufrage, Le sculpteur de Carthage, La constance récompensée). Il assume en outre la charge de maître de musique et de clavecin de l’héritier au trône Pavel Petrovich, le futur empereur Paul Ier (en russe : Павел I Петрович).
En 1769, Vincenzo Manfredini retourne à Bologne, étant au bénéfice d’une pension du trône de Russie. Il compose une Armida sur le fameux livret de Giacomo Duranti (ou Durandi), dont la première représentation a lieu en mai 1770 dans le Nuovo Pubblico Teatro (le théâtre communal) de Bologne. Le même opéra est représenté à Vérone en 1771. Puis Manfredini compose son Artaserse, dramma per musica, dont la première a lieu pendant le Carnaval de Venise de janvier 1772 au Teatro San Benedetto. Après ces deux tentatives de s’affirmer avec la musique d’opéra, Manfredini se consacre principalement à l’enseignement et à la publication d’écrits sur la théorie de la musique, tout en produisant encore quelques symphonies (commentées dans les Efemefidi letterarie di Roma, 1776) et des quatuors à cordes (1781 ?).
Lorsque son ancien élève Pavel accède au trône, il invite Vincenzo à revenir. Il arrive en septembre 1798, mais meurt l'année suivante sans avoir assumé de charges particulières.

### Le théoricien de la musique
C’est principalement pour ses ouvrages théoriques que Vincenzo Manfredini est connu aujourd’hui, sachant que la plupart de ses musiques sont perdues.
Le premier ouvrage théorique de Manfredini, les Regole armoniche, o sieno Precetti ragionati (1re édition, 1775), comporte deux parties : l’une relative aux éléments de la composition, et l’autre relative à l’accompagnement par le clavier, et porte principalement sur les drames musicaux (dramma per musica un synonyme pour l’opéra). Cet ouvrage qui fit autorité en son temps fut traduit en russe par le compositeur et directeur d’orchestre Stepan Degtyaryov (Степан Аникиевич Дегтярев) (1766-1813) et publié en 1805 à Saint-Pétersbourg, sous le titre « Правила гармонические и мелодические для обучения всей музыке » (Санкт-Петербург, 1805) ou en abrégé Гармонические правила. L'œuvre fut dédiée au tsarévitch Paul Petrovich et bénéficia du mécénat de ce dernier.
Les pensées de Manfredini quant à la méthode correcte d’enseignement du chant suscitèrent une critique vigoureuse d’un autre théoricien de la musique de l’époque, Giovanni Battista Mancini (1714 à Ascoli Piceno–1800 à Vienne). Dès lors, dans une seconde édition, de 1797, beaucoup plus volumineuse, Manfredini ajoute plusieurs sections relatives au chant et au contrepoint.
Dès 1785, Manfredini devient associé et rédacteur de la revue Giornale enciclopedico, ce jusqu’à la suspension de la production du Giornale en 1789. En avril 1785 il y publie une revue du premier volume d’un ouvrage de Esteban de Arteaga (1747-1799), Le rivoluzioni del teatro musicale (Bologna, 1783). La réponse virulente de de Arteaga ne se laisse pas attendre, ce qui incite Manfredi à publier un ouvrage plus circonstancié, la Difesa della musica moderna (Bologne, 1788), rédigé sur deux colonnes, l’une reproduisant les commentaires de de Arteaga et l’autre indiquant ses propres réponses. Cette querelle entre les anciens et les modernes doit être analyse à la lumière des changements sociaux-culturels intervenus à cette époque, qui a vu la place et le rôle de la musique et des musiciens évoluer considérablement. Le titre de l’ouvrage de Manfredini démontre qu’il avait pleine conscience de quel parti il défendait. Manfredini a démontré par ses écrits son intérêt pour le modernisme.

## Œuvres
Manfredini composa de nombreux opéras, des ballets, des cantates, de la musique sacrée (inclus un requiem), des symphonies, des concertos, des quatuors à cordes et autres œuvres de musique de chambre (musica da camera).
Ses principales œuvres sont les suivantes :

### Opéras composés pour la cour impériale de Russie
- Semiramide riconosciuta (Узнанная Семирамида), dramma per musica, livret : Pietro Metastasio, (1760, à Oranienbaum).
- La musica trionfante, pastorale, livret : L. Lazzaroni, (1761, à Saint-Pétersbourg).
- L'Olimpiade (Олимпиада), livret : Pietro Metastasio, (24 novembre 1762, à Moscou) ; dont 6 arias (RISM M 344), et 2 arias in Recueil lyrique d’airs choisis (Paris, 1772).
- La pupilla, (1763, à Saint-Pétersbourg).
- La finta ammalata, Intermezzi, livret : Carlo Goldoni, (1763, à Saint-Pétersbourg).
- Carlo Magno (Карл Великий), livret : L. Lazzaroni, (24 novembre 1763, à Saint-Pétersbourg ; version révisée : 1764, à Saint-Pétersbourg).

### Autres opéras
- Armida, livret : Jacopo Duranti (ou Giacomo ; ou Durandi), (1762, Moscou ; 1770, Bologne, Nuovo Pubblico Teatro).
(Sur le poème Gerusalemme liberata (Jérusalem libérée) de Le Tasse.)
- Artaserse, livret : Pietro Metastasio, (1772, Venise, Teatro San Benedetto) (F-Pn; P-La).

### Musiques sacrées
- Requiem, 1762, Saint-Pétersbourg.
- Esther, oratorio, 1792, Venise.
- Messa funebre a 4vv (I-Ps).
- Laudate Dominum per soprano, coro, orchestra e basso continuo.

### Autres œuvres lyriques
- La pace degli eroi, cantate, livret : Lazzaroni, (juin 1762, Saint-Pétersbourg).
- Il consiglio delle muse, Sérénade, livret : Giovanni Battista Locatelli, 1763, Moscou, (incertain).
- Le rivali, cantate, livret : Lazzaroni, (1765, Saint-Pétersbourg).
- Duos, CZ-BER.
- Canons, I-Nc.
- Arias.

### Ballets
- Amour et psyché (Амур и Психея), (octobre 1762, Moscou).
- Les amants réchappés du naufrage, (1766, Saint-Pétersbourg).
- Le sculpteur de Carthage, (1766, Saint-Pétersbourg).
- La constance récompensée, (1767, Moscou).
- Pygmalion, (1762, Saint-Pétersbourg) (балеты « Пигмалион », 1762, Петербург) ; (incertain).

### Œuvres instrumentales
- Concerto pour clavecin, (La Haye & Amsterdam [RISM M 350], Londres [RISM M 348, M 349]). (Rééd. A, Toni, Milan, 1957.)
- 6 Sonates pour clavecin, 1765 [RISM M 352]. (Rééd. A. M. Pernafelli, 1975.)
- 6 Symphonies, Venise, 1776 [RISM M 345, M 346].
- 14 Préludes pour clavecin contenus dans les Regole armoniche, cf. infra.
- 6 Quartetti per 2 violini, viola, violoncello, [RISM M 351].
- Fuga per clavicembalo, D-B.

### Traités sur la musique
- Regole armoniche (Гармонические правила), aussi connu sous Tractus Regole armoniche :
  - (it) Première édition : Regole armoniche o siene precetti ragionati per apprendere i principj della musica, il portamento della mano, e l'accompagnamento del basso sopra gli strumenti da tasto, come l'organo, il cembalo ec. ; Dedicate a Sua Altezza Imperiale Paul Petrovicz ..., Appresso G. Zerletti (Venise), 1775, 78 p. 
  - (it) 2e édition : Regole armoniche o sieno, Precetti ragionati per apprender la musica. 2. ed., corr. ed accresciuta, Adolfo Cesare (Venise), 1797, 207 pp.
  - (it) Fac simile : Vincenzo Manfredini, Regole armoniche. A facsim. of the 1775 Venice Ed. Broude (New York) (Series Monuments of music and music literature in facsimile), 1966, 78 pp.
  - (ru) Traduction russe : Stepan Degtyaryov (Степан Аникиевич Дегтярев), « Правила гармонические и мелодические для обучения всей музыке », Санкт-Петербург, 1805.
- Giornale enciclopedico d’Italie, Naples / Bologne, divers articles, 1785-1789.
- Difesa della musica moderna (В защиту современной музыки) :
  - (it) Vincenzo Manfredini [et Esteban de Arteaga], Difesa della musica moderna e de' suoi celebri esecutori, Stamperia di Carlo Trenti, Bologne, 1788, in-8. 207 pp.
  - (it) Fac simile : Vincenzo Manfredini, Esteban de Arteaga, Difesa della musica moderna e de' suoi celebri esecutori, Ed. Forni (Bologna) (serie Bibliotheca musica Bononiensis, n. 73), 1972, 207 pp.
  - (en) Traduction anglaise : Vincenzo Manfredini, Esteban de Arteaga, A critical translation from the Italian of Vincenzo Manfredini's Difesa della musica moderna/In defense of modern music (1788), Patricia Howard (transl.), E. Mellen Press (Lewiston, N.Y), 2002, 166 pp.

## Localisation des œuvres
(Outre les indications mentionnées entre parenthèses ci-dessus.)
- Armida, 1770 :  Biblioteca Comunale dell'Archiginnasio, Bologna